# Rafał Augustyn
Pour les articles homonymes, voir Augustyn.
Rafał Augustyn (né le 14 mai 1984 à Dębica) est un athlète polonais, spécialiste de la marche.
Son meilleur temps sur 20 km marche est de 1 h 20 min 57 s à Zaniemyśl le 16 avril 2011 et de 3 h 46 min 56 s à Dudince en mars 2011 sur 50 km.
10e lors des Championnats d'Europe à Barcelone, il termine 16e de la Coupe de marche à Chihuahua de 2010, 29e lors des Jeux olympiques de Pékin et 26e lors des Mondiaux d'Osaka en 2007, puis 22e à Berlin en 2009.